# Johann Baptist Stiglmaier

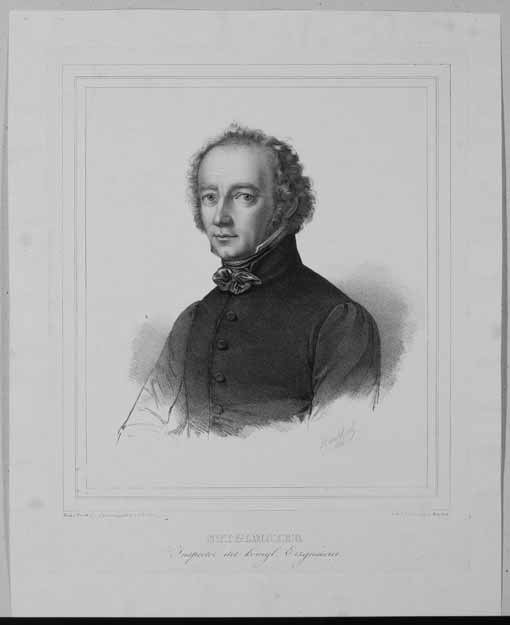
Johann Baptist Stiglmaier

Johann Baptist Stiglmayer, född 18 oktober 1791 i Fürstenfeldbruck vid München, död 2 mars 1844 i München, var en tysk bronsgjutare, medaljör och bildhuggare.  
Stiglmayer reste 1819 till Rom för att lära sig bronsgjutningstekniken. Den gjutning som han där utförde av Bertel Thorvaldsens byst av den senare kung Ludvig av Bayern gav honom rykte hemma i München och han blev kort därefter föreståndare för det kungliga bronsgjuteriet, som under lång tid försåg Bayerns huvudstad och många andra städer med mängder av monumentalverk (Wittelsbachmonumentet, Bavariastatyn). Hans systerson Ferdinand von Miller den äldre bistod honom och fortsatte hans gärning.